# Seznam měst v Číně podle počtu obyvatel
Seznam měst v Číně podle počtu obyvatel řadí největší města v Čínské lidové republice podle počtu obyvatel. Seznam obsahuje 56 největších měst s populací přesahující dva miliony osob žijících v urbanizované části areálu příslušného územně-správního celku podle sčítání lidu roku 2020 a 2010.

## Definice a klasifikace

### Město v Číně
V Číně města in stricto sensu netvoří samostatné územní celky. Územně-správní jednotky různých úrovní se zpravidla skládají jak z urbanizovaných městských oblastí, tak z venkovských regionů. Počet obyvatel čínského města je proto nejednoznačný a závislý na definici města – zda je určen jako počet obyvatel daného územně-správního celku, počet obyvatel celku žijících ve čtvrtích městského typu (ne nutně souvislých), nebo počet obyvatel městského jádra celku.

### Klasifikace měst
V rámci administrativního dělení Čínské lidové republiky se pojem „město“ (市) vyskytuje na několika úrovních a jsou jím označovány rozličné územně-správní celky, zejména: 1) přímo spravovaná města (直辖市), 2) subprovinční města (副省级城市), 3) městské prefektury (地级市, v doslovném překladu „města prefekturní úrovně“), 4) městské okresy (县级市, v doslovném překladu „města okresní úrovně“), případně také neoficiální 5) městské podprefektury (副地级市, v doslovném překladu „města podprefekturní úrovně“).
Hongkong a Macao, ačkoliv v rámci administrativního dělení Čínské lidové republiky označovány jako zvláštní administrativní oblasti, jsou jako města (resp. s ohledem na velikost populace pouze Hongkong) zahrnuta v seznamu níže.

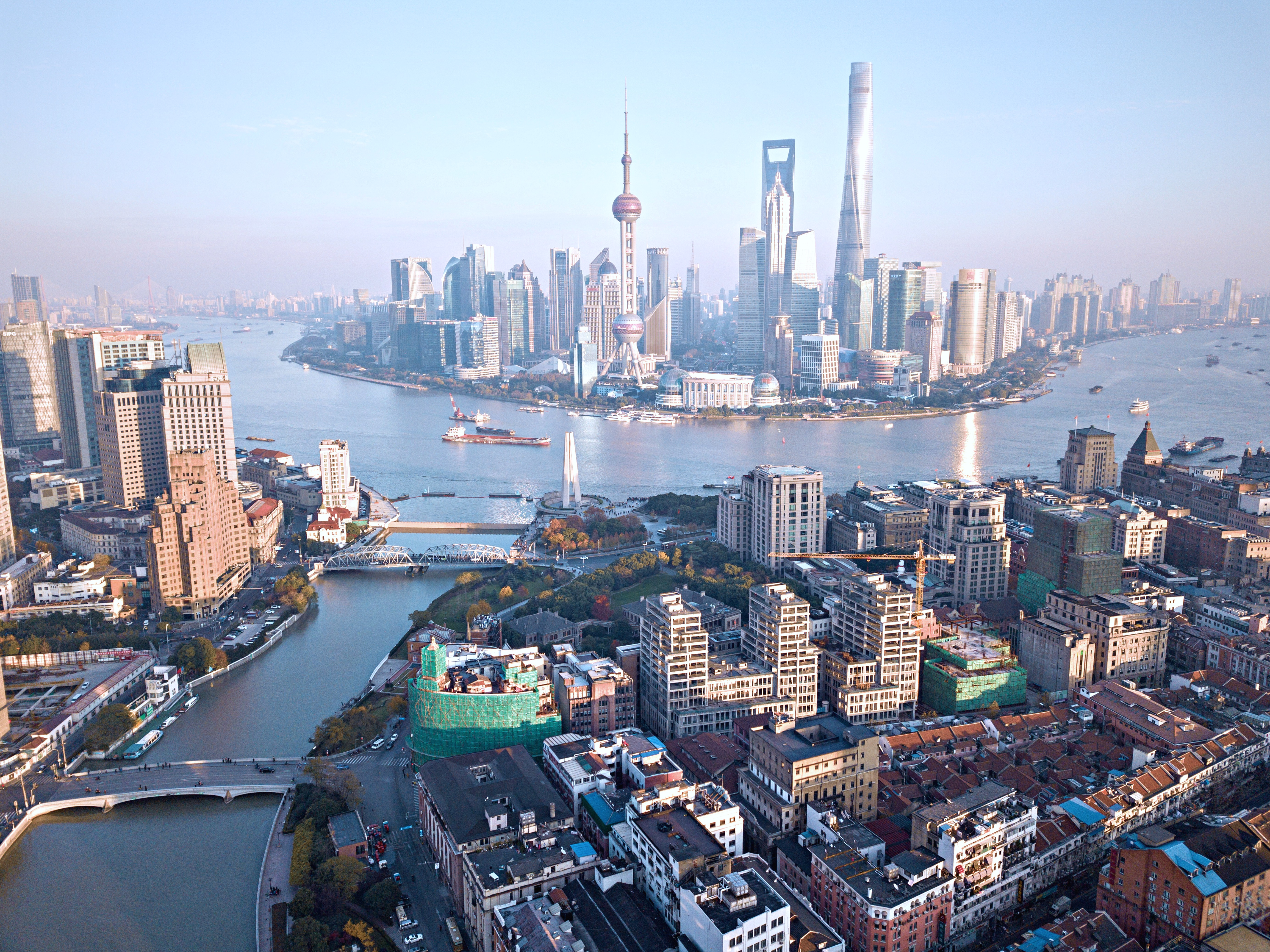
Šanghaj
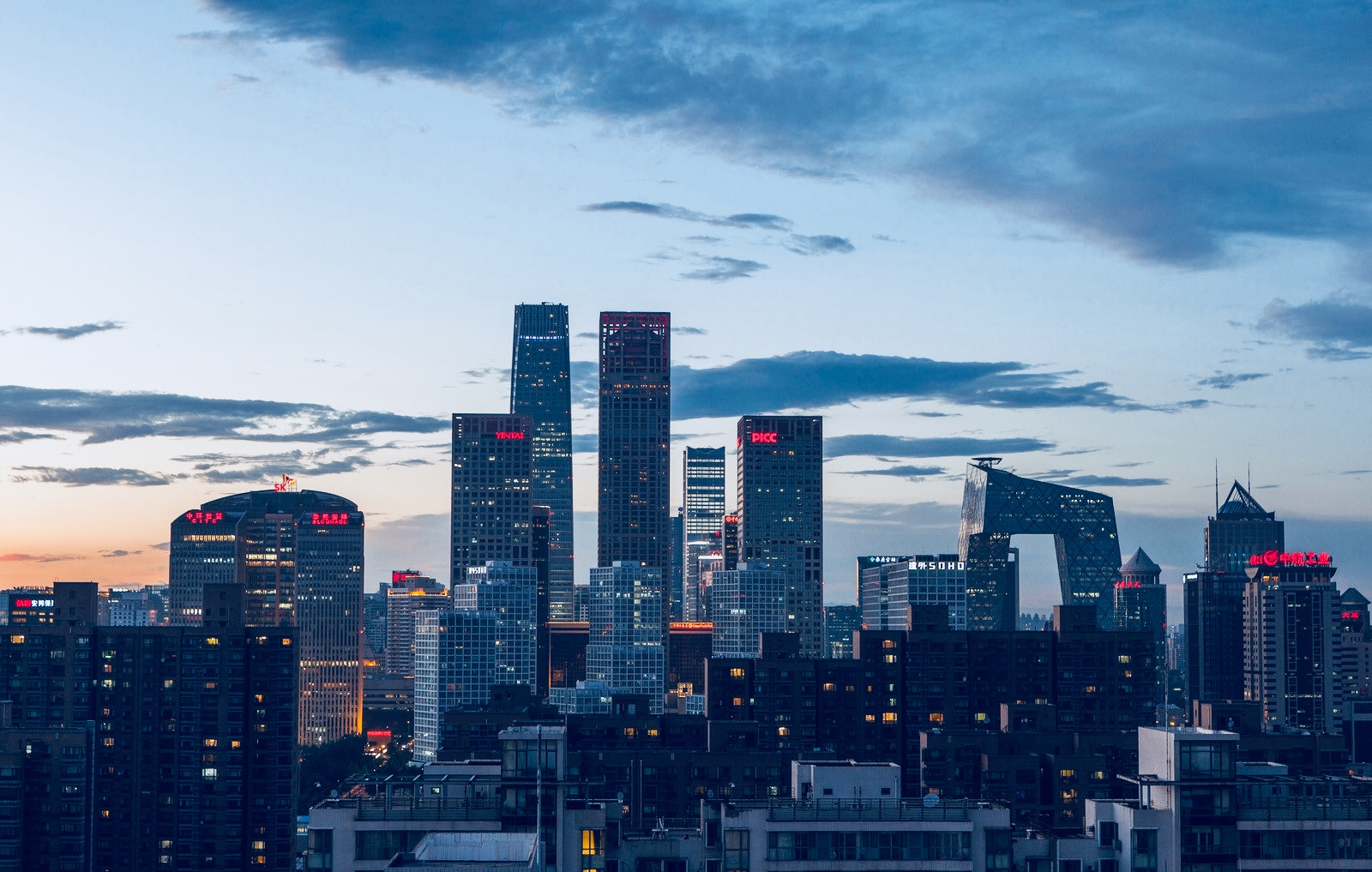
Peking
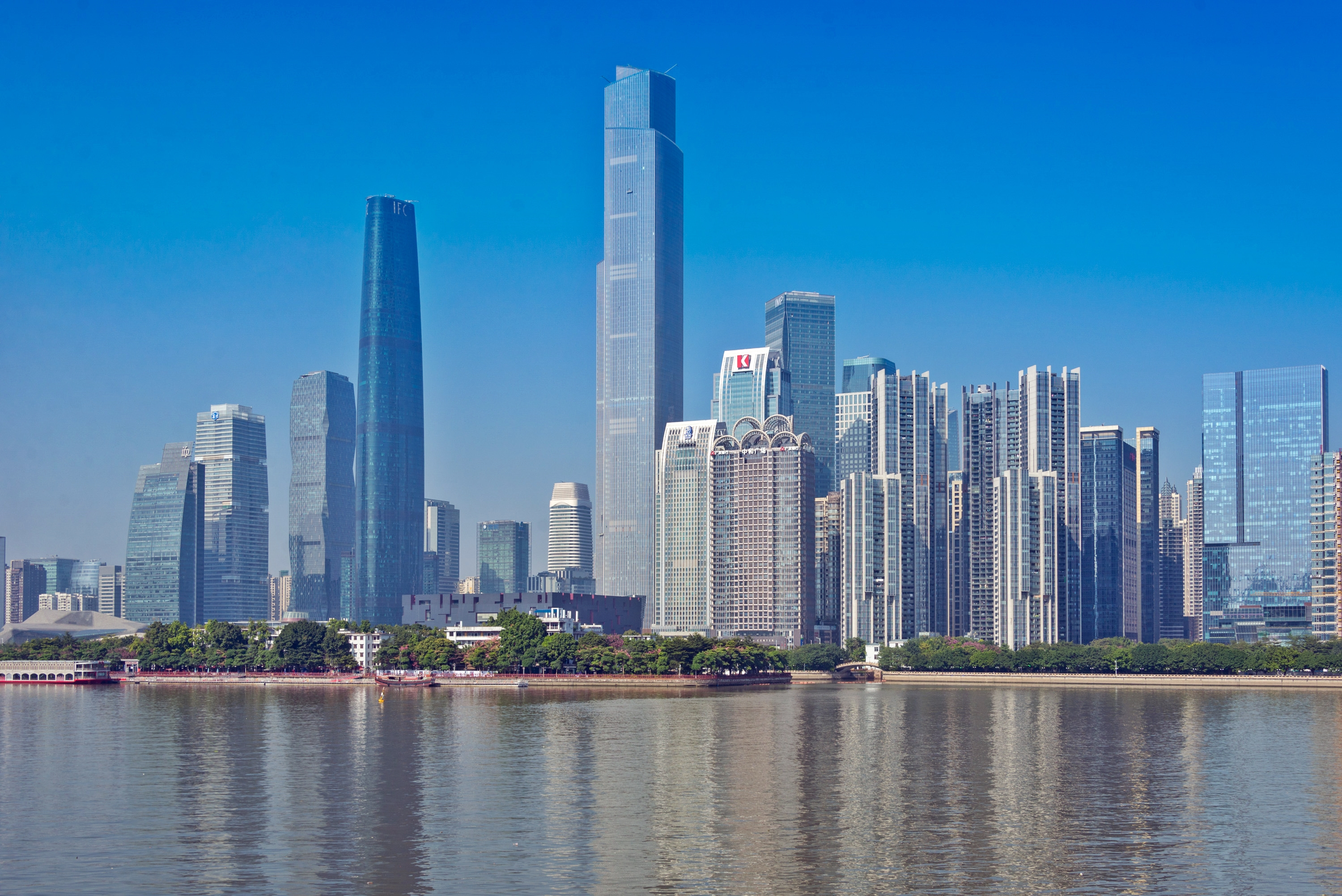
Kanton

## Seznam měst podle počtu obyvatel
|  | Přímo spravované město          |
|  | Subprovinční město              |
|  | Městská prefektura              |
|  | Zvláštní administrativní oblast |

| #   | Město         | Počet obyvatel Urbanizovaná oblast | Počet obyvatel Urbanizovaná oblast |
| #   | Město         | 2020                               | 2010                               |
| --- | ------------- | ---------------------------------- | ---------------------------------- |
| 1.  | Šanghaj       | 21 909 814                         | 20 217 748                         |
| 2.  | Peking        | 18 960 744                         | 16 704 306                         |
| 3.  | Šen-čen       | 17 444 609                         | 10 358 381                         |
| 4.  | Kanton        | 16 096 724                         | 10 641 408                         |
| 5.  | Čcheng-tu     | 13 568 357                         | 7 823 831                          |
| 6.  | Tchien-ťin    | 11 052 404                         | 9 735 665                          |
| 7.  | Wu-chan       | 10 494 879                         | 7 541 527                          |
| 8.  | Tung-kuan     | 9 644 871                          | 7 271 322                          |
| 9.  | Čchung-čching | 9 580 819                          | 6 263 790                          |
| 10. | Si-an         | 9 392 938                          | 5 596 083                          |
| 11. | Chang-čou     | 9 236 032                          | 5 849 537                          |
| 12. | Fo-šan        | 9 042 509                          | 6 771 895                          |
| 13. | Nanking       | 7 519 814                          | 5 827 888                          |
| 14. | Hongkong      | 7 474 200                          | 7 071 576                          |
| 15. | Šen-jang      | 7 026 358                          | 5 718 232                          |
| 16. | Čeng-čou      | 6 461 013                          | 3 559 789                          |
| 17. | Čching-tao    | 6 165 279                          | 4 556 077                          |
| 18. | Su-čou        | 5 892 892                          | 4 083 923                          |
| 19. | Ťi-nan        | 5 648 162                          | 4 119 801                          |
| 20. | Čchang-ša     | 5 630 256                          | 3 193 354                          |
| 21. | Kchun-ming    | 5 273 144                          | 3 385 363                          |
| 22. | Charbin       | 5 242 897                          | 4 596 313                          |
| 23. | Š’-ťia-čuang  | 5 090 440                          | 3 317 275                          |
| 24. | Che-fej       | 5 055 978                          | 3 098 727                          |
| 25. | Ta-lien       | 4 913 879                          | 3 902 467                          |
| 26. | Sia-men       | 4 617 251                          | 3 119 110                          |
| 27. | Nan-ning      | 4 582 703                          | 2 660 833                          |
| 28. | Čchang-čchun  | 4 557 356                          | 3 281 510                          |
| 29. | Tchaj-jüan    | 4 303 673                          | 3 154 157                          |
| 30. | Kuej-jang     | 4 021 275                          | 2 520 061                          |
| 31. | Wu-si         | 3 956 985                          | 2 757 736                          |
| 32. | Urumči        | 3 842 560                          | 2 853 398                          |
| 33. | Čung-šan      | 3 841 873                          | 2 740 994                          |
| 34. | Šan-tchou     | 3 838 900                          | 3 644 017                          |
| 35. | Ning-po       | 3 731 203                          | 2 583 073                          |
| 36. | Fu-čou        | 3 723 454                          | 3 102 421                          |
| 37. | Nan-čchang    | 3 518 975                          | 2 614 380                          |
| 38. | Čchang-čou    | 3 187 315                          | 2 257 376                          |
| 39. | Lan-čou       | 3 012 577                          | 2 438 595                          |
| 40. | Nan-tchung    | 2 987 600                          | 2 066 166                          |
| 41. | Chuej-čou     | 2 900 113                          | 1 807 858                          |
| 42. | Sü-čou        | 2 845 552                          | 2 214 795                          |
| 43. | C’-po         | 2 750 312                          | 2 261 717                          |
| 44. | Lin-i         | 2 743 843                          | 1 522 488                          |
| 45. | Wen-čou       | 2 582 017                          | 2 686 825                          |
| 46. | Tchang-šan    | 2 549 968                          | 2 128 191                          |
| 47. | Chöch chot    | 2 373 399                          | 1 497 110                          |
| 48. | Chaj-kchou    | 2 349 239                          | 1 517 410                          |
| 49. | Šao-sing      | 2 333 080                          | 1 725 726                          |
| 50. | Jen-tchaj     | 2 311 885                          | 1 797 861                          |
| 51. | Luo-jang      | 2 230 661                          | 1 539 100                          |
| 52. | Ču-chaj       | 2 207 090                          | 1 369 538                          |
| 53. | Liou-čou      | 2 204 841                          | 1 624 571                          |
| 54. | Pao-tchou     | 2 104 114                          | 1 874 323                          |
| 55. | Chan-tan      | 2 095 134                          | 1 540 827                          |
| 56. | Jang-čou      | 2 067 254                          | 1 584 237                          |